# 2007年アジア野球選手権大会日本代表
2007年アジア野球選手権大会日本代表（だい24かいあじあやきゅうせんしゅけんたいかいにほんだいひょう）は、2007年12月1日から12月3日まで台湾で行われた第24回アジア野球選手権大会兼北京オリンピック野球競技アジア地区予選に出場した野球日本代表チームである。

## 概要
2008年の北京オリンピックにおける野球競技は、2005年のIOC総会で野球とソフトボールが大会競技から除外が決定されたことを受け、「最後の野球競技」と位置づけられることとなった。全日本野球会議は、2016年のオリンピックから野球競技を復活させるためにプロトップレベルでの代表チームを編成することとし、その予選となる第24回アジア野球選手権大会もオールプロの日本代表を結成することとなった。選考の過程で行われた北京プレオリンピックで好投を見せたアマチュアの長谷部康平が代表入りを果たした（登板なし）。
この代表では、まず5月に1次候補として60選手を選出し（9月に10選手を追加）、10月に最終候補を選出した上で、候補合同合宿を行い、大会直前に24選手を選抜した。

## 経緯
（すべて年は2007年）
- 1月25日　全日本野球会議が星野仙一に監督を依頼、星野もこれを受諾。星野はコーチに田淵幸一、山本浩二、大野豊を抜擢。
- 5月7日　1次候補60選手を発表
- 8月14日　北京プレオリンピック野球日本代表発表（8月19日～22日にプレオリンピック大会開催）
- 9月10日　1次候補の追加10選手を発表
- 10月12日　最終候補34選手を発表
- 11月2日　最終候補1次合宿開始（神戸・スカイマークスタジアム）
- 11月12日　最終候補2次合宿開始（宮崎・サンマリンスタジアム宮崎）
- 11月30日　日本代表24選手発表

## 代表チーム

### 監督・コーチ
（かっこ内は年齢、所属（選出当時））
- 77　星野仙一 監督（60；阪神オーナー付シニアディレクター）
- 88　田淵幸一 コーチ（60；野球評論家、TBS野球解説者）
- 80　山本浩二 コーチ（60；野球評論家、NTV・HTV野球解説者）
- 72　大野豊 コーチ（51；野球評論家、NHK野球解説者）

### 選手
No.は背番号。所属や年齢は選出当時。
| ポジション | No. | 氏名                 | 所属                       | 年齢 |
| ---------- | --- | -------------------- | -------------------------- | ---- |
| 投手       | 11  | 川上憲伸             | 中日ドラゴンズ             | 32   |
| 投手       | 13  | 岩瀬仁紀             | 中日ドラゴンズ             | 33   |
| 投手       | 14  | 小林宏之             | 千葉ロッテマリーンズ       | 29   |
| 投手       | 16  | 涌井秀章             | 西武ライオンズ             | 21   |
| 投手       | 18  | ダルビッシュ有       | 北海道日本ハムファイターズ | 21   |
| 投手       | 19  | 上原浩治             | 読売ジャイアンツ           | 32   |
| 投手       | 27  | 藤川球児             | 阪神タイガース             | 27   |
| 投手       | 28  | 長谷部康平           | 愛知工業大学               | 22   |
| 投手       | 60  | 成瀬善久             | 千葉ロッテマリーンズ       | 22   |
| 捕手       | 10  | 阿部慎之助           | 読売ジャイアンツ           | 28   |
| 捕手       | 22  | 里崎智也             | 千葉ロッテマリーンズ       | 31   |
| 捕手       | 39  | 矢野輝弘             | 阪神タイガース             | 39   |
| 内野手     | 6   | 井端弘和             | 中日ドラゴンズ             | 32   |
| 内野手     | 7   | 西岡剛（TSUYOSHI）   | 千葉ロッテマリーンズ       | 23   |
| 内野手     | 17  | 荒木雅博             | 中日ドラゴンズ             | 30   |
| 内野手     | 25  | 新井貴浩             | 広島東洋カープ             | 30   |
| 内野手     | 36  | 宮本慎也             | 東京ヤクルトスワローズ     | 36   |
| 内野手     | 52  | 川﨑宗則             | 福岡ソフトバンクホークス   | 26   |
| 内野手     | 55  | 村田修一             | 横浜ベイスターズ           | 27   |
| 外野手     | 5   | 和田一浩             | 西武ライオンズ             | 35   |
| 外野手     | 9   | 大村三郎（サブロー） | 千葉ロッテマリーンズ       | 31   |
| 外野手     | 23  | 青木宣親             | 東京ヤクルトスワローズ     | 25   |
| 外野手     | 29  | 森野将彦             | 中日ドラゴンズ             | 29   |
| 外野手     | 41  | 稲葉篤紀             | 北海道日本ハムファイターズ | 35   |

## 試合結果

### 壮行試合
- 第1戦（11月22日；福岡Yahoo!JAPANドーム）

日本　6－0　オーストラリア
- 第2戦（11月23日；福岡Yahoo!JAPANドーム）

日本　5－1　オーストラリア

### 本戦
- 第1戦（12月1日；台中・台中インターコンチネンタル野球場）

日本　10－0　フィリピン
- 第2戦（12月2日；台中インターコンチネンタル野球場）

日本　4－3　韓国
- 第3戦（12月3日；台中インターコンチネンタル野球場）

日本　10－2　チャイニーズタイペイ